# Alojz Gradnik
Alojz Gradnik (Medana, 1882. augusztus 3. – Ljubljana, 1967. július 14.) szlovén költő, bíró és fordító

## Élete
Édesapja szlovén volt, édesanyja friuli. A gimnáziumot 1901-ben Goricában végezte el, ezután Bécsben folytatta tanulmányait a jogi karon, ahol 1907-ben doktorált. Bíróként és jogászként tevékenykedett Pulában, Goricában, Krminben és Rovinjban. Az 1. világháború kitörése után börtönbe zárták, mert a szerb politikával szimpatizált. 1920-ban visszahúzódott és jogi szakemberként tevékenykedett a belgrádi külügyminisztérium megbízottjaként, illetve a legfelsőbb bíróság bírójaként Ljubljanában (1922-29). 1929-től Belgrádba helyezték, mivel kritizálta a politikai baloldalt. 1930-36-ig a fellebbviteli bíróságon tevékenykedett Ljubljanában. 1936 és 1941 között Zágrábban volt a „stola sedmovice” bírója. 1941-ben elbocsátották állásából, a második világháború alatt a ljubljanai legfelsőbb bíróságon dolgozott. 1946-tól haláláig nyugalmazott bíróként élt Ljubljanában.

## Munkássága
Gradnik munkássága a modern és az expresszionizmus közé tehető: egy kevéssel ugyan fiatalabb a szlovén modernista költőknél, de verseskötete, amellyel viszonylag későn mutatkozott be a nyilvánosság előtt, lassan elvált a moderntől és előkészítette az expresszionizmust. Témái miatt legtöbbször Gorški brd költőjének, vagy a szerelem és halál költőjének nevezik. A periodikákban megjelent versei azonban más képet mutatnak: a versek Simon Jenkára, Josip Murnára és Oton Župančičra emlékeztetnek, habár felismerhetőek bennük tipikusan gradniki vonások is. Legtöbbször jambikus, négy versszakos szerelmes versekről van szó. A szerelmet már a kezdetektől összeköti a szenvedéssel és a halállal, ezért versei hangvétele borongós, szomorú. A meg nem hallgatott ifjúkori szerelmi vágyakozás  szenvedélyes, dekadens szerelmi tapasztalattá növi ki magát, ami a hűtlen nőket bosszúval fenyegeti. Ezekben a költeményekben a szerelem egészen az önmegsemmisítésig fokozódik. Szerelmi költészetének jellegzetessége a hazaszeretet, ami isztriai és brdi motívumokban jelenik meg. Tájverseiben szociális irányvonal is jelen van, különösen megfigyelhető ez a háborús témájú verseknél (pl: Padajočih zvezdah), ezen kívül megjelennek történelmi témák (Poti bolesti) és a nemzeti identitás keresése. A De profundis című gyűjteményében hazai témákon keresztül mondja ki morális és filozófiai egyetemes igazságokat.
A 2. világháború után Gradnik csak alkalomszerűen írt. Gyerekeknek adott ki gyűjteményt Narobe svet in druge pesmi za mladino (Hibák a világban és más versek fiataloknak) címmel. Ebben az időben fordítóként tevékenykedett. Fordított Byrontól, Dantétől és az ő nevéhez fűződik Petőfi Sándor verseinek és Shakespeare szonettjeinek  szlovénre fordítása is.

## Ifjúsági irodalom
Megpróbál a gyerekek szemével nézni és segíteni nekik megérteni az őket körülvevő világot. Ifjúsági prózáját eleinte nagy hírlapokban jelentette meg, majd 1953-ban gyűjteményben adta ki Narobe svet in druge pesmi za mladino címmel. A kötet megjelenésével az a kritika érte, hogy a versekben sikertelenül próbálja a gyerekek szemével nézni a világot. Ez volt egyetlen kötete, amit a fiatal generációnak szánt. Verseiben legtöbbször definiálja a tárgyakat és a fogalmakat, emellett megjelennek műveiben még állatok, természetes játékok, a szerelem és poétikája.Visszatér a gyerekkorba, de alkalmatlan az empátiára. A versekben nehezen lehet megtalálni a már elhangzott, többször ismételt témát. Némelyik oktató, mások elbeszélőek, kinyilatkoztatás szerűek. Megfigyelhető a törődés a gyerekekkel, nem rendeli a gyerekeket a felnőttek alá, nem akarja a költészetet lebutítani, ezért empatikus próbálkozásai nem járhatnak sikerrel. Csak meg akarja könnyíteni és jobban elfogadottá tenni a gyerekek olvasását. Két részre lehet osztani ifjúsági költészetét: Az elsőben a versekkel csak a gyerekeket célozza meg, a másikban olyan versek vannak, amikről nem lehet pontosan megállapítani, hogy felnőtteknek is szólnak-e, vagy csak gyerekeknek. A gyerekeknek és ifjúságnak szánt verseiben nincs sok metafora, mert ezeket a gyerekek nem értik. a versek nyelvezetére jellemző a játékosság, a sok ismétlés és a refrén, a humor és a zeneiség. 
A gyűjteményben vannak fejtörők is, amik az olvasótól aktív közreműködést igényelnek és megfejtésük közben csak saját tudására támaszkodhat. Néhányat közülük saját maga írt, de a legtöbb szerb eredetű.

### Ifjúsági verseinek főbb jellemzői
- metaforák példák, vagy hasonlatok

- neologizmusokat használ

- ritmikus jambusok

- jellemző témák

A témák és a motívumok hasonlóak, mint felnőtteknek szóló költeményeiben – néhányban megtalálható a szomorúság és a halál.

## Fordítás
- Ez a szócikk részben vagy egészben  az   Alojz Gradnik című szlovén Wikipédia-szócikk fordításán alapul.  Az eredeti cikk szerkesztőit annak laptörténete sorolja fel. Ez a jelzés csupán a megfogalmazás eredetét és a szerzői jogokat jelzi, nem szolgál a cikkben szereplő információk forrásmegjelöléseként.